# Poliptih
Poliptih (POL-ip-tik, grško: polu 'veliko' in ptychē 'krat') se v splošnem nanaša na sliko (običajno tabelno slikarstvo), ki je razdeljena na dele ali table. Terminologija, ki sledi, se nanaša na število tabel vključenih v določeno sliko: 
- "diptih" je dvodelno umetniško delo;
- "triptih" opisuje tridelno delo;
- tetraptih ali quadriptih opisuje 4 dele;
- pentaptih opisuje 5 delov;
- hexaptih opisuje 6 delov;
- heptaptih opisuje 7 delov in
- octaptih je izraz, ki se uporablja za osem strani ali osem tabelno umetnino.

Poliptih običajno prikazuje eno "centralno" ali "glavno" tablo, ki je običajno največja, medtem ko so druge table imenovane "stranske" ali "krila". Včasih, kot je razvidno v Gentu in Isenheimu, se krilne table lahko spreminja skladno z različnimi "pogledi" ali "odprtinami" v celoti.
Poliptihe so najpogosteje izdelovali zgodnje renesančni slikarji, od katerih je večina namenila svoja dela oltarnim podobam v cerkvah in katedralah. Tip poliptiha je bil tudi zelo priljubljen v umetnosti ukiyo-e grafik iz obdobja Edo na Japonskem.
Izraz poliptih se lahko nanaša tudi na nekatere srednjeveške rokopise, zlasti karolinška dela, v katerem so stolpci na straneh uokvirjeni s črtami, ki spominjajo na slike poliptiha. Drug pomen besede se lahko nanaša tudi na vse večpanelne slike; ne samo na slog umetnosti, ampak tudi na zaslone oltarja.

## Drugi pomeni
Izraz poliptih se je uporabljal od antičnih časov do visokega srednjega veka za blok več kot tri pisalne table povezane s preprostim tečajem.
Predvsem v zgodnjem srednjem veku v Franciji za imenike (zemljiške knjige) o lastninskih pravicah gospostva z njihovimi podložniki.

## Primeri
- Stefaneschi poliptih, okoli 1320, Giotto
- Gentski oltar, dokončan 1432,  Hubert van Eyck in Jan van Eyck
- Isenheimski oltar, Matthias Grünewald
- Poliptih Saint Vincent (1470–1480), Nuno Gonçalves
- Poliptih Misericordia (1445–1462), Piero della Francesca
- Oltar iz Beauna (1450), Rogier van der Weyden
- Poliptih Saint Augustine (1470), Perugino
- Oltar Monte San Martino (okoli 1471), Carlo Crivelli
- Poliptih sv. Dominika (1506–1508), Lorenzo Lotto

- Pietro Lorenzetti, Tarlati-Polyptychon v Santa Maria della Pieve, Arezzo (okoli 1320)
- Giotto di Bondone, Baroncelli-Polptychon v Santa Croce, Firence (okoli 1335)
- Gentile da Fabriano, Poliptih z Marijinim kronanjem iz Valle Romita (okoli 1415)
- Carlo Crivelli, Poliptih svetega Emidia v Ascoli Piceno (okoli 1470)